# 滇灵芝草
滇灵芝草（学名：Rhinacanthus beesianus）为爵床科灵芝草属的植物，是中国的特有植物。分布于中国大陆的云南等地，生长于海拔2,100米至2,400米的地区，目前尚未由人工引种栽培。